# Heywood (Wielki Manchester)
Heywood – miasto w Anglii, w hrabstwie ceremonialnym Wielki Manchester, w dystrykcie metropolitalnym Rochdale. Leży 14 km na północ od centrum miasta Manchester. W 2001 miasto liczyło 28 024 mieszkańców.